# Gruma
Gruma — мексиканская компания, производитель изделий из кукурузной муки, в частности тортильяс. Компания основана в 1949 году. Штаб-квартира находится в городе Сан-Педро-Гарса-Гарсия (пригород Монтеррея, штат Нуэво-Леон). Контрольный пакет акций принадлежит семье Гонсалес (потомкам основателя).

## История
Компанию основал в 1949 году Роберто Гонсалес Баррера (Roberto González Barrera) с партнёрами. В развитии компании немалую роль сыграла дружба основателя с Карлосом Салинасом. Компания занималась никстамализацией (вымачиванием в известковом растворе) кукурузы и производством кукурузной муки, первоначально называлась Molinos Azteca, позже название было изменено на Grupo Maseca (Gruma). В 1965 году компания запатентовала новый, сухой, метод производства тортильяс. В 1972 году компания расширила деятельность на Центральную Америку, в частности в Коста-Рике открыла крупнейший в мире завод по производству тортильяс, а в 1977 году вышла на рынок США. В 1992 году был приватизирован банк Banorte, Gruma приобрела в нём 10 % акций. В 1994 году акции Gruma были размещены на Мексиканской и Нью-Йоркской фондовых биржах. В 1996 году началось партнёрство с американской корпорацией Archer Daniels Midland, был проведён обмен пакетами акций и создано 2 совместных предприятия.
В 2004 году компания вышла на европейский рынок, купив нидерландскую компанию Ovis Boske и итальянскую Nuova De Franceschi & Figli. В 2006 году была куплена британская компания Pride Valley Foods, а также куплены два завода в Австралии и открыто предприятие в КНР. В 2011 году была приобретена турецкая компания Semolina. В декабре 2012 года партнёрство с Archer Daniels Midland было расторгнуто. В 2015 году компания сняла свои акции с листинга Нью-Йоркской фондовой биржи.

## Деятельность
Компания производит тортильяс под брендами Mission, Guerrero и Calidad, также продаёт кукурузную муку под брендами Maseca и Tortimasa. В США Gruma работает через 2 дочерние компании: Azteca Milling, у которой 6 заводов по производству муки, и Mission Foods, владеющей 21 заводом по выпуску тортильяс. В Мексике основной дочерней структурой является GIMSA, у неё 18 заводов по производству кукурузной муки общей номинальной производительностью 2,3 млн т в год. Европейские филиалы перерабатывают кукурузу и производят тортильяс, кукурузные чипсы и другие изделия из кукурузы и пшеничной муки, предприятия имеются в Великобритании, Нидерландах, Италии, России, Турции, Украине и Испании. В центральноамериканском регионе группа имеет предприятия в Коста-Рике, Гондурасе, Гватемале и Эквадоре, продукция включает кукурузную муку, тортильяс, кукурузные и картофельные чипсы, сердцевину пальмы. В Азиатско-Тихоокеанском регионе у группы 3 завода (в Австралии, Малайзии и КНР), они производят изделия из кукурузной и пшеничной муки, включая тортильяс и основы для пиццы.
Выручка компании за 2023 год составила 6,58 млрд долларов США, её распределение по регионам: США — 55 %, Мексика — 29 %, Европа — 7 %, Центральная Америка — 6 %, Азия и Океания — 4 %. Основным каналом сбыта являются розничные сети, в частности на Walmart приходится 13 % выручки.